# Carex trifida
Carex trifida is een soort uit de cypergrassenfamilie (Cyperaceae). Het is een robuuste lichtgroene tot blauwgroene zeggesoort die pollen kan vormen tot een diameter van 1 meter.
De soort komt voor in Nieuw-Zeeland, Zuid-Chili en op verschillende Sub-Antarctische eilanden. Hij groeit daar in open gebieden langs de kust en wordt zelden aangetroffen in kustbossen.
C. acuta (scherpe zegge) · 
C. acutiformis (moeraszegge) · 
C. appropinquata (paardenhaarzegge) · 
C. aquatilis (noordse zegge) · 
C. arenaria (zandzegge) · 
C. binervis (tweenervige zegge) · 
C. bohemica (lage cyperzegge) · 
C. brizoides (trilgraszegge) · 
C. buxbaumii (knotszegge) · 
C. caryophyllea (voorjaarszegge) · 
C. cespitosa (polzegge) · 
C. crawfordii (ijle hazenzegge) ·  
C. curta (zompzegge) · 
C. demissa (geelgroene zegge) · 
C. diandra (ronde zegge) · 
C. digitata (vingerzegge) · 
C. dioica (tweehuizige zegge) · 
C. distans (zilte zegge) · 
C. disticha (tweerijige zegge) · 
C. echinata (sterzegge) · 
C. elata (stijve zegge) · 
C. elongata (elzenzegge) · 
C. extensa (kwelderzegge) · 
C. flacca (zeegroene zegge) · 
C. flava (gele zegge) · 
C. hartmanii (kleine knotszegge) · 
C. hirta (ruige zegge) · 
C. hostiana (blonde zegge) · 
C. laevigata (gladde zegge) · 
C. lasiocarpa (draadzegge) · 
C. lepidocarpa (schubzegge) · 
C. ligerica (rivierduinzegge) · 
C. limosa (slijkzegge) · 
C. montana (bergzegge) · 
C. muricata (dichte bermzegge) · 
C. muskingumensis (palmzegge) · 
C. nigra (zwarte zegge) · 
C. oederi (dwergzegge) · 
C. ornithopoda (vogelpootzegge) · 
C. otrubae (valse voszegge) · 
C. ovalis (hazenzegge) · 
C. pallescens (bleke zegge) · 
C. panicea (blauwe zegge) · 
C. paniculata (pluimzegge) · 
C. pendula (hangende zegge) · 
C. pilulifera (pilzegge) · 
C. praecox (vroege zegge) · 
C. pseudocyperus (hoge cyperzegge) · 
C. pulicaris (vlozegge) · 
C. punctata (stippelzegge) · 
C. reichenbachii (valse zandzegge) · 
C. remota (ijle zegge) · 
C. riparia (oeverzegge) · 
C. rostrata (snavelzegge) · 
C. spicata (gewone bermzegge) · 
C. strigosa (slanke zegge) · 
C. sylvatica (boszegge) · 
C. tomentosa (viltzegge) · 
C. trinervis (drienervige zegge) · 
C. vesicaria (blaaszegge) · 
C. vulpina (voszegge) · 
C. vulpinoidea (ribbelzegge)